# 紗池晃久
紗池 晃久（さいけ あきひさ、1976年〈昭和51年〉10月25日 - ）は、日本の漫画家。宮崎県日南市出身、宮崎県立日南高等学校普通科卒。血液型はO型。2020年に改名するまで、池田 晃久名義で活動。英語用名義はAkissa Saiké。
2002年（平成14年）に池田晃久名義により『月刊少年ジャンプ』3月号から連載を開始した『綺流斗』でデビュー。集英社の『月刊少年ジャンプ』とその後継『ジャンプスクエア』を中心に活動しており、代表作に『ロザリオとバンパイア』がある。紗池晃久名義で『少年ジャンプ+』にて『GHOST GIRL ゴーストガール』を連載中。

## 来歴
1976年（昭和51年）に宮崎県に生まれる。小学校低学年の頃に父親の本棚にあった手塚治虫の『火の鳥望郷編』を読んだ事をきっかけとして漫画家を目指す。漫画に限らず絵は気付いた時には既に好きであり、高校時代には美術部に所属し主に油彩を描いていた。
高校卒業後に漫画家を目指して上京。『月刊少年ジャンプ  (MJ)』の愛読者であった事から同誌でのデビューを目指し、16歳の頃より担当編集が付くようになる。しかし中々デビューに至らず、様々な漫画家の元でアシスタントを務めながらの貧乏生活を送る。そして20歳になる少し前頃に、中学校の時以来ファンであった八木教広の元にアシスタントとして入り、『エンジェル伝説』の連載終了までの約4年間アシスタントを務める。
2002年（平成14年）に池田晃久名義で『MJ』3月号より『綺流斗』の連載を開始しデビューするが、翌年で打ち切りとなる。同年読切版「ロザリオとバンパイア」を発表し、翌年の2004年（平成16年）よりこの読切を基とした連載版『ロザリオとバンパイア』の連載を開始する。2007年（平成19年）に同作のアニメ化が発表されるが、掲載誌である『MJ』が休刊。『MJ』休刊後は後継誌である『ジャンプスクエア (SQ) 』へ移籍し、『ロザリオとバンパイア Season II』と改題の上で連載を継続する。
2014年（平成26年）、『ロザリオとバンパイア Season II』の連載を終了。その後、燃え尽き症候群になっており、絵の練習で現実から逃避していた。連載する中で思い通りの絵が描けないと感じており、完結後は絵画教室に通うようになる。
2020年（令和2年）、紗池晃久名義で『少年ジャンプ+（J+）』にて『GHOST GIRL ゴーストガール』を連載開始。

## 改名
2020年7月、新連載に合わせて池田晃久から紗池晃久へと改名した。ペンネームを変えたのは、本名で活動していた時期の出来事がきっかけだったという。具体的には、宅配物を受け取った際に、宛名を見た宅配業者から「『ロザリオとバンパイア』の漫画家ですよね？」と言われて「いつかペンネームを変えなきゃ」と感じている。本名での仕事は日常生活に多くの不便さがあったこと、また人生と仕事が切り離せないという感覚も好ましくなかったことなども理由として挙げている。「紗池（さいけ）」の響きは、音楽ジャンルのサイケデリック・ロックが好きというところに由来する。「沙池」と変換間違いされることがあるが、「紗」は「うすぎぬ」を表す漢字で、「糸へんに少ない」と書く。
紗池晃久のローマ字表記は本来「Saike Akihisa」だが、英語で名乗るときや『GHOST GIRL ゴーストガール』英語版では「Akissa Saiké」名義を使用している。

## 年譜
- 1976年（昭和51年） - 宮崎県日南市に生まれる。
- 1996年（平成8年）頃 - 八木教広のアシスタントに入る。
- 2002年（平成14年） - 池田晃久名義で『月刊少年ジャンプ (MJ) 』にて『綺流斗』を連載開始（ - 2003年〈平成15年〉）。
- 2004年（平成16年） - 『MJ』で『ロザリオとバンパイア』を連載開始。
- 2007年（平成19年） - 『MJ』の休刊により『ロザリオとバンパイア』を第一部完として一旦終了。後継誌『ジャンプスクエア (SQ) 』創刊号より『ロザリオとバンパイア Season II』として連載を継続。
- 2008年（平成20年） - 『ロザリオとバンパイア』がアニメ化。
- 2014年（平成26年） - 『ロザリオとバンパイア Season II』の連載終了。
- 2020年（令和2年） - 紗池晃久名義で『J+』にて『GHOST GIRL ゴーストガール』を連載開始。

## 作風
第50回MJ少年漫画大賞佳作受賞の際に「平均値は高いが、飛び抜けたものがない」という旨の審査員評を受けた事への反発から、「飛び抜けたものに頼らない『平均値の高い漫画家』」を目指す様になる。
『ロザリオとバンパイア』はラブコメディ要素もシリアスバトルも併せ持ち、幅広いジャンルにまたがるような作品となっている。これはジャンルとは作品に対して後から誰かがつけるものであって、ジャンルを決めて描く事はそのジャンルの枠内に作品を括ってしまうという考えによる。
常に他の漫画の影響を受け続けていると述べ、特に影響を受けた漫画家としては荒木飛呂彦・浅田弘幸を挙げている。

## 作品リスト
太字は連載作品。いずれも単行本は集英社のジャンプ・コミックス（JC）よりの発行。

### 池田晃久名義
- 綺流斗 （『MJ』2002年3月号 - 2003年6月号、全4巻） - 連載デビュー作。
- ロザリオとバンパイア （『MJ』2004年5月号 - 2007年7月号、全10巻）
  - 読切版（『MJ』2003年9月号） - 『ロザリオとバンパイア GUIDE BOOK 陽海学園入学案内』収録
  - ロザリオとバンパイア Season II（『SQ』2007年12月号（創刊号） - 2014年3月号、全14巻） - 連載版の続編
- 何までなら殺せる?（『SQ』2014年12月号、原作：西尾維新） - 短編集『大斬-オオギリ-』収録[18]
- シタバシリ（『SQ』2018年12月号、原作：増田こうすけ）（『J+』2021年8月24日掲載時は紗池晃久名義で発表[19]）

### 紗池晃久名義
- GHOST GIRL ゴーストガール（『J+』2020年7月14日 - 連載中、隔週連載、既刊4巻）

## 関連人物

### 師匠
八木教広
八木が『エンジェル伝説』を連載していた後期に、アシスタントとして参加。この時代の経験から様々な事を学んだとして八木を師匠と呼び慕い、『ロザリオとバンパイア』のガイドブックにおいて対談を行っている。

### アシスタント
- 助野嘉昭[21]
- 前田理想[22]